# Santa Eulàlia de Riuprimer
Santa Eulàlia de Riuprimer (em catalão e oficialmente) ou Santa Eulalia de Riuprimer (em castelhano) é um município da Espanha na comarca de Osona, província de Barcelona, comunidade autónoma da Catalunha. Tem 13,8 km² de área e em 2021 tinha 1 409 habitantes (densidade: 102,1 hab./km²).

## Demografia
| Variação demográfica do município entre 1991 e 2004[carece de fontes?] | Variação demográfica do município entre 1991 e 2004[carece de fontes?] | Variação demográfica do município entre 1991 e 2004[carece de fontes?] | Variação demográfica do município entre 1991 e 2004[carece de fontes?] |
| ---------------------------------------------------------------------- | ---------------------------------------------------------------------- | ---------------------------------------------------------------------- | ---------------------------------------------------------------------- |
| 1991                                                                   | 1996                                                                   | 2001                                                                   | 2004                                                                   |
| 844                                                                    | 845                                                                    | 863                                                                    | 864                                                                    |